# Лола Монтез
Марі Долорес Еліза Розанна Гілберт, графиня Ландсфельда (17 лютого 1821 — 17 січня 1861), більш відома під сценічним ім'ям Лола Монтез (/ moʊnˈtɛz /) — іспанська танцюристка, акторка, викладачка, письменниця, світська левиця, куртизанка та авантюристка. Коханка короля Баварії Людвіга I, який зробив її графинею, чинила значний політичний вплив. На початку революції 1848 року вирушила до США через Австрію, Швейцарію, Францію та Лондон, повернувшись до своєї роботи артистки та викладачки.

## Біографія

### Раннє життя

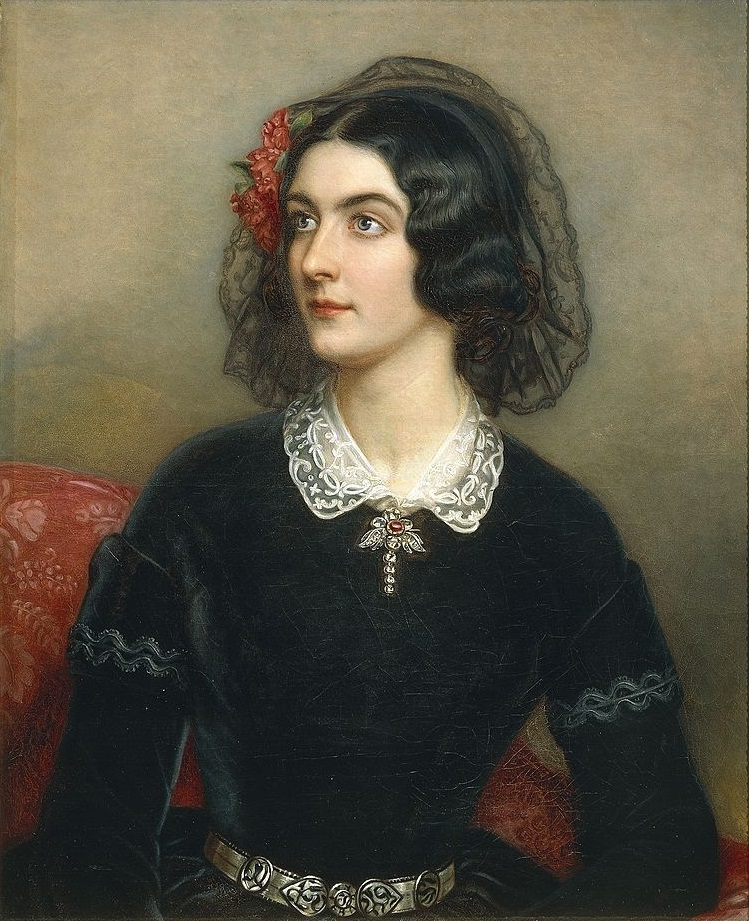
Портрет Карла Штілера — Лола Монтез (1847)

Еліза Розанна Гілберт народилася в англо-ірландській родині. Донька Елізи (Елізабет) Олівер, дочки Чарльза Сілвер Олівера, колишнього верховного шерифа Корка і депутата парламенту Кілмалок в графстві Лімерік, Ірландія. Їх резиденцією був замок Олівер. У грудні 1818 року батьки Елізи познайомилися, коли прапорщик Едвард Гілберт прибув з 25-м полком. Вони одружилися 29 квітня 1820 року, а наступного лютого в селі Ґренд на півночі графства Сліґо народилася Еліза, спростовуючи наполегливі чутки про те, що її мати була вагітна на момент весілля. Молода сім'я проживала у Кінг-Хаусі в місті Бойл, графство Роскоммон, до початку 1823 року, коли вони вирушили до Ліверпуля, Англія, а 14 березня вирушили до Індії.
Опубліковані звіти відрізняються від фактичної дати народження Елізи. Протягом багатьох років вважалося, що вона народилася в місті Лімерик, як вона сама стверджувала, 23 червня 1818 року; це рік, вирізаний на її надгробку. Однак, коли її свідоцтво про хрещення з'явилося на світ наприкінці 1990-х, було встановлено, що Еліза Розанна Гілберт насправді народилася в Ґранґе, графство Слайго, у місті Коннахт, Ірландія, 17 лютого 1821 р. На момент її народження вся Ірландія входила до складу Сполученого Королівства Великої Британії та Ірландії. Вона була хрещена в церкві Святого Петра в Ліверпулі, Англія, 16 лютого 1823 року, в той час як її сім'я знаходилася на шляху до батька в Індії.
Незабаром після приїзду в Індію батько помер від холери. Її мати, якій тоді було 19 років, побралася з лейтенантом Патріком Крейгі наступного року. Вітчим почав піклуватися про Елізу, але її напівдика поведінка хвилювала його. Врешті було домовлено, що її відправлять назад до Британії для відвідування школи, залишивши з батьком Крейгі в Монтроузі, Шотландія. Але «чудернацька, невимушена дівчинка-індіанка» швидко стала відомою як лиходійка: одного разу вона приклеїла квіти до перуки літнього чоловіка під час церковної служби; іншого разу бігала вулицями оголена.
У 10 років Еліза знову переїхала — до Сандерленда, Англія, де старша сестра її вітчима Кетрін Рей створила школу-інтернат у місті Монкаут. Там Еліза продовжила освіту. Рішучість та вдача Елізи стали її головними атрибутами. Її перебування в Сандерленді тривало лише рік, після чого її перевели до школи в Камден-Плейс (нині Камденський півмісяць) для отримання кращої освіти.
У 1837 році 16-річна Еліза втекла з лейтенантом Томасом Джеймсом і одружилася з ним. Пара розлучилася через 5 років у Калькутті, Індія, і Еліза Гілберт стала професійною танцюристкою під сценічним ім'ям Лола Монтез.
У червні 1843 року в Лондоні відбувся її дебют «Лола Монтез, іспанська танцюристка», після якого її прозвали «місіс Джеймс». Отримана відомість не могла співіснувати з її кар'єрою в Англії, тому вона вирушила на континент, де мала успіх у Парижі та Варшаві. У цей час вона привернула увагу кількох заможних чоловіків, і багато хто вважав її куртизанкою.

### Танцюристка. Стосунки з королем

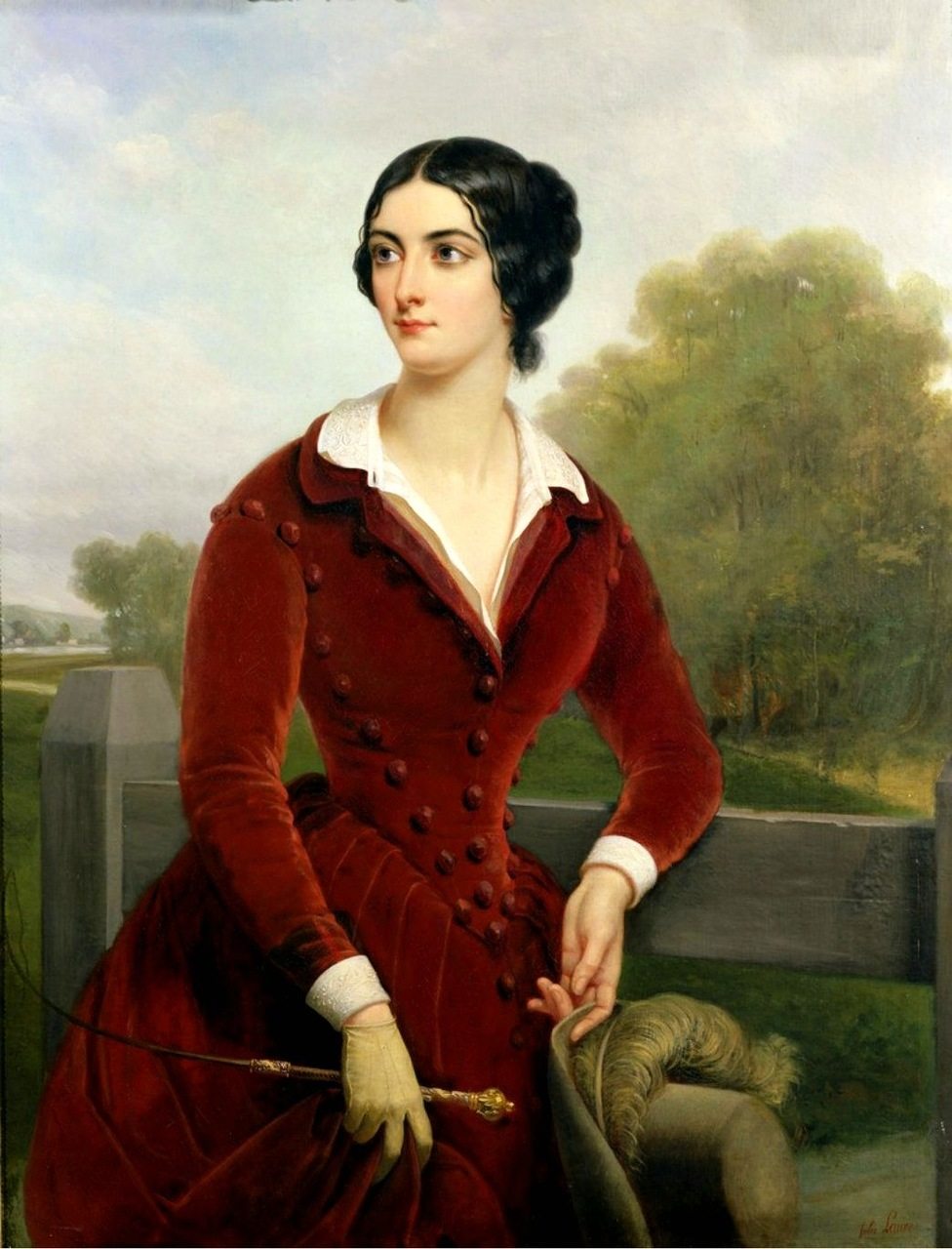
Портрет Жуля Лауре (1845)

У 1844 році Лола Монтез дебютувала в Парижі провальним дебютом на сцені як танцюристка в опері Ле ляццароне Фріментала Хелеві. Вона познайомилася і мала роман з Ференцом Лістом, який познайомив її з колом Жорж Санд. Після виступу в різних європейських столицях вона оселилася в Парижі, де була прийнята до тогочасного богемського літературного товариства, познайомившись з Олександром Дюма, з яким, за чутками, мала стосунки. У Парижі вона зустрілася з Олександром Дюжар'є, «власником газети з найвищим тиражем у Франції, а також драматичним критиком газети». Через їхній роман Монтес оживила свою кар'єру танцюристки. Після першої сварки через відвідування Монтез вечірки Дюжар'є прийшов до неї нетверезим, образив Жан-Бапіста Роузмонд де Бовальйон і кинув йому виклик на поєдинок, результатом якого був його розстріл та смерть.
У 1846 році Лола Монтез прибула до Мюнхена, де познайомилася з королем Баварії Людвігом I і стала його коханкою. Ходили чутки, що під час першої зустрічі Людвіг публічно запитав Монтез, чи справжні її груди. У відповідь вона зірвала на собі достатню кількість одягу, аби переконати короля. Незабаром Монтез почала використовувати свій вплив на короля, що, в поєднанні з її манерами та вдачею, зробило її непопулярною серед місцевого населення (особливо після оприлюднення документів, що свідчили про її намір стати громадянинкою Баварії та бути піднесеною до рівня знаті). Попри опозицію, 25 серпня 1847 року Людвіг зробив її графинею Ландсфельд, разом з титулом надавши їй великий ануїтет.
Більше року Монтез здійснювала великий політичний вплив, який спрямовувала на користь лібералізму, проти консерваторів та єзуїтів. Її вплив став настільки значним, що адміністрацію Карла фон Абеля було звільнено через те, що міністр заперечував призначення графині. Студенти університету розділилися у поглядах на неї, і незадовго до спалаху революції 1848 року там почались конфлікти, що призвело до закриття королем університету під тиском Монтез.
У березні 1848 р. під тиском зростаючого революційного руху університет був знову відкритий, Людвіг зрікся престолу, а Монтез втекла з Баварії, її історія за троном закінчилася.
Після поїздки у Швейцарії, де вона даремно чекала приєднання до неї короля, Монтез здійснила одну коротку екскурсію до Франції, а потім, наприкінці 1848 року, переїхала до Лондона. Там вона познайомилася і швидко пошлюбила Джорджа Траффорда Гілда, молодого офіцера кавалерії з недавнім спадком. Але умови її розлучення з Гілдом не дозволяли жодному з них повторно одружуватися, поки інший живий, і молодята були змушені покинути країну, щоб уникнути скандальної тітки Гілда. Певний час чоловік проживав у Франції та Іспанії, але протягом двох років бурхливі стосунки були в поганому стані, і він, як повідомляється, потонув. У 1851 році Монтез вирушила почати спочатку в СШЕ, де спочатку успішною реабілітувала свій імідж.

### Кар'єра у США
З 1851 по 1853 роки Лола Монтез виступала як танцюристка та акторка на сході США. Однією з її робіт була вистава під назвою Лола Монтез у Баварії. У травні 1853 року вона приїхала на західне узбережжя в Сан-Франциско, де її виступи створили сенсацію, але незабаром надихнули популярну сатиру Хто має графиню? У липні вона одружилася з місцевим газетярем Патріком Галлом і в серпні переїхала до Грасс-Веллі, штат Каліфорнія. Шлюб незабаром розпався; лікар, названий співвідповідачем у порушеній проти Монтез справі про розлучення, був вбитий незабаром після цього.
Монтез залишалася в долині Трави майже два роки. Відновлене майно перетворилося на історичну пам'ятку Каліфорнії № 292. Вона послужила натхненням для іншої починаючої мисткині Лотти Кребтрі, батьки якої керували пансіонатом у долині Трави. Монтез проводила заняття танцями та заохочувала захоплення Кребтрі.

### Австралійський тур
У червні 1855 року Монтез вирушила в США, щоб відвідати Австралію та відновити кар'єру, виступаючи для шахтарів на копальнях під час золотої лихоманки 1850-х. Вона прибула до Сіднея 16 серпня 1855 року.
Історик Майкл Кеннон стверджує, що «у вересні 1855 року вона виконувала свій еротичний павучий танець у Театрі Роял в Мельбурні, піднявши спідниці настільки високо, що глядачі могли побачити, що вона зовсім не носить спідню білизну». Наступного дня її виступ оголосили «абсолютно підривним для всіх ідей суспільної моралі». Поважні родини перестали відвідувати театр, який почав нести великі збитки.
Лола Монтез отримала додаткову популярність у Баллараті, коли, прочитавши поганий огляд своєї вистави у «Балларат Таймс», напала на редактора Генрі Зекампа. Хоча, за чутками, пісня «Пола Лола Монтез» (композитор Альберт Деннінг) була натхненна цією подією, пісня була опублікована в 1855 році, а інцидент стався місяцями пізніше: в лютому 1856. У Каслмейн, у квітні 1856 року, Монтез була «захоплена» після танцю перед 400 копачами (включаючи членів муніципальної ради, які відклали ранкове засідання на відвідування вистави), але розгнівала аудиторію, ображаючи їх після розпитів.
Монтез вирушила до Сан-Франциско 22 травня 1856 року. У зворотній рейс її менеджер загубився в морі, перебравшись за борт.

### Пізнє життя в США
Лола Монтез зазнала невдач у спробах повернення в театр у різних американських містах. Вона організувала 1857 року читання серії моральних лекцій у Британії та Америці, написаних преподобним Чарльзом Шонсі Берром. Останні дні вона проводила на рятувальних роботах серед жінок. У листопаді 1859 року Філадельфійська преса повідомила, що Лола Монтез спокійно живе в місті і не має чого робити з людьми у світі. Деякі старі богемні друзі богемці відвідували, але вона не ділилася планами.

### Сметь
До 1860 року Лола Монтез виявляла ознаки сифілісу. Вона померла у віці 39 років 17 січня 1861 року. Похована на кладовищі Грін-Вуд у Брукліні, Нью-Йорк, де на її надгробній плиті написано: «Місіс Еліза Гілберт / Померла 17 січня 1861 року».